# تحریک عصبی
تحریک عصبی (انگلیسی: Neurostimulation) تعدیل هدفمند فعالیت سیستم عصبی با استفاده از روش تهاجمی (به عنوان مثال میکروالکترودها) یا غیر تهاجمی (به عنوان مثال تحریک مغناطیسی مغز) یا تحریک الکتریکی درون‌جمجمه‌ای است.
تحریک عصبی معمولاً به رویکردهای الکترومغناطیسی برای تعدیل عصبی اشاره دارد.
تکنولوژی تحریک عصبی می‌تواند کیفیت زندگی افرادی را که به شدت فلج شده یا از زیان‌های شدید به اندام‌های حسی مختلف رنج می‌برند، بهبود بخشد، همچنین برای کاهش دائمی دردهای شدید و مزمن نیز به کار می‌رود.